# Université de la Sarre
 (novembre 2022).
L'université de la Sarre (en abrégé : UdS, désignation pseudolatine : Universitas Saraviensis, en allemand : Universität des Saarlandes) est l'unique université sarroise. Fondée en 1948, elle a son siège à Sarrebruck, capitale du Land de Sarre, et déploie une antenne à Hombourg.   
Le bilinguisme de son corps enseignant réunit à l'université de la Sarre des traditions éducatives allemandes et françaises et lui a donné dès sa fondation un profil international qui a trouvé son expression visible en 1950 avec sa proclamation comme université européenne et, en 1951, avec la création du désormais réputé Institut européen (Europa-Institut), comme « couronne et symbole » de l'université. 
Le campus de Sarrebruck, dont le cœur est formé par l’ancienne caserne Below, constitue avec ses environs sous le nom d'« université » un secteur particulier dans le quartier sarrebruckois de Saint-Jean. À l’heure actuelle, ce sont environ 19 300 étudiants qui y sont inscrits, la part des étudiants étrangers s’élevant à environ 16 pour cent. L'université emploie quelque 1 500 personnes (personnel enseignant et collaborateurs). S’y ajoutent environ 1 500 étudiants salariés, pour un budget annuel de 320 millions d'euros.  
Neuf universitaires ont reçu le prix Gottfried Wilhelm Leibniz alors qu’ils travaillaient à l'UdS, dont  Joachim Weickert en 2010, Hans-Peter Seidel en 2003, Manfred Pinkal en 2000, Johannes Buchmann et Claus-Peter Schnorr en 1993, Herbert Gleiter en 1989, Kurt Mehlhorn, Günter Hotz et Wolfgang Paul en 1974.

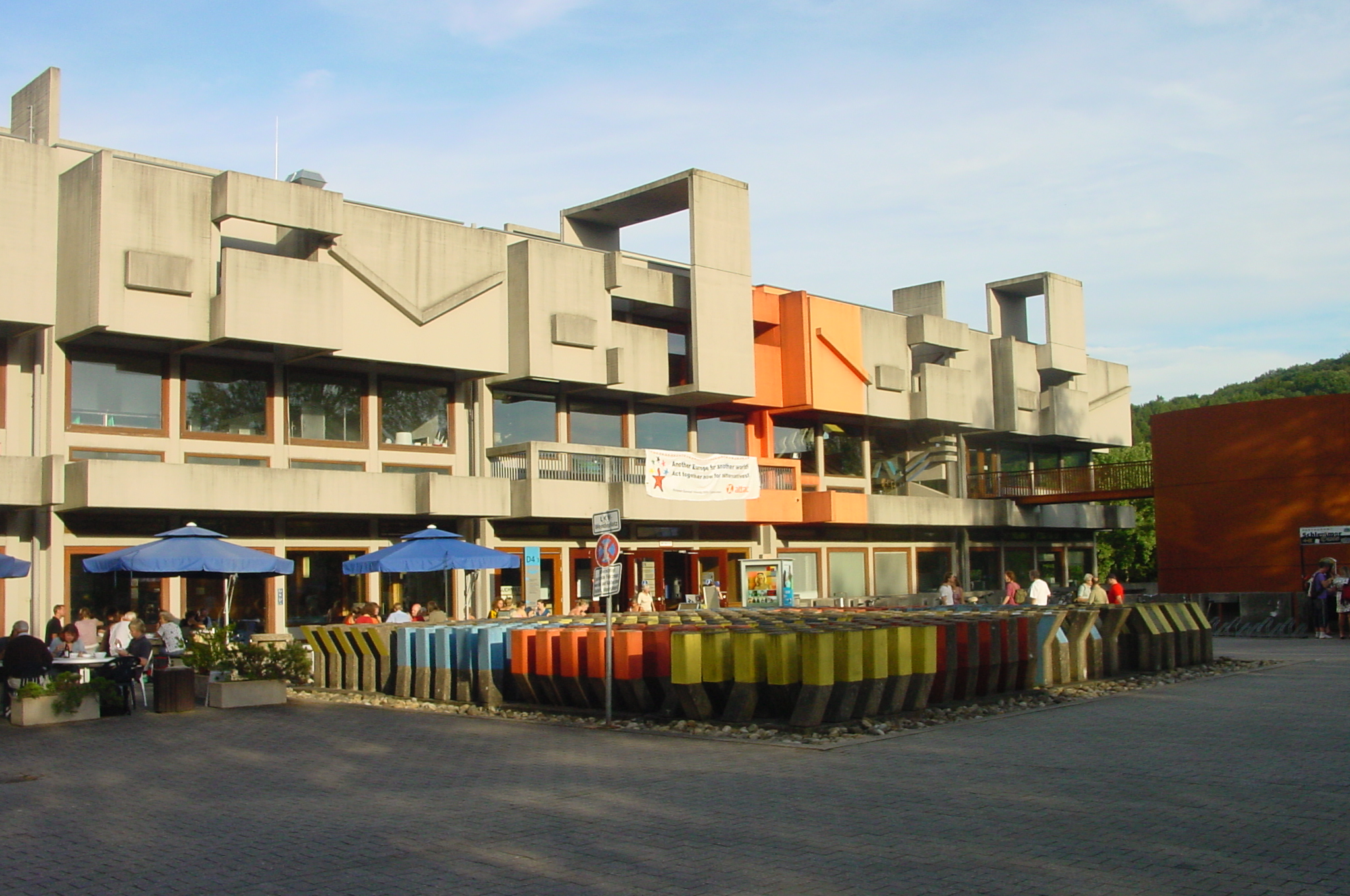
Cafétéria de l'université, conçue par l'architecte Walter Schrempf.

## Historique
L'université de la Sarre (UdS), a été fondée en 1948 dans la ville de Hombourg avec l'appui de la France dans une Sarre qui était alors partiellement indépendante du point de vue politique et rattachée économiquement à la France et dépendait au début de l'Université de Nancy. Il s'agit du premier institut d'enseignement supérieur sarrois. 
L'université actuelle est un campus situé à Sarrebruck, dans les bâtiments d'une ancienne caserne (mais l'aspect ancien se voit de moins en moins) et à Hombourg. Elle compte environ 17 300 étudiants, dont environ 17 % d'étrangers. La contribution semestrielle (en 2006) s'élève à 127 €, mais elle permet d'utiliser gratuitement l'ensemble des moyens de transport publics dans tout le Land. À partir du semestre d'hiver 2007/2008 la contribution sera portée à 300 € pour les deux premiers semestres et à 500 € pour les suivants. D’un autre côté, pour l’année universitaire 2014-2015, une bourse de 300 € par mois peut être accordée en tenant lieu des notes, de l’« engagement social » et des circonstances particulières de chacun. L'Université emploie environ 2 000 personnes dont 15 pour cent d'enseignants.

## Diplômes français
L'université de la Sarre a le droit de délivrer des diplômes français de droit, de lettres modernes (avec option allemand) et d'allemand. Il est ainsi possible, par exemple, de préparer une licence d'allemand dans des conditions exceptionnellement favorables (en particulier le nombre restreint d'étudiants).

## Personnalités liées à l'université

### Étudiants
- Werner Jeanrond, professeur de théologie